# 日本音楽能力検定協会
日本音楽能力検定協会（にほんおんがくのうりょくけんていきょうかい）は日本音楽能力検定の実施等を行う一般社団法人である。

## 沿革
2022年（令和4年）9月15日 -現名称に変更
2022年（令和4年）11月15日 -所在地を東京都新宿区新宿5丁目14番9に変更